# كريس ريتشموند
كريس ريتشموند (بالإنجليزية: Chris Richmond)‏ هو شخصية أعمال أمريكي، ولد في 29 يوليو 1986 في أوكلاند في الولايات المتحدة.